# 阿曽村
阿曽村（あぞむら）は、岡山県吉備郡にあった村。現在の総社市の一部にあたる。

## 地理
足守川（笹ヶ瀬川）の中流右岸に位置していた。

## 歴史
- 1889年（明治22年）6月1日、町村制の施行により、賀陽郡奥坂村、西阿曽村、久米村、黒尾村、東阿曽村が合併して村制施行し、阿曽村が発足[1][2]。旧村名を継承した奥坂、西阿曽、久米、黒尾、東阿曽の5大字を編成[2]。
- 1900年（明治33年）4月1日、郡の統合により吉備郡に所属[1][2]。
- 大正から昭和初期に多くの海外渡航者で人口が減少[2]。第二次世界大戦後、引揚者などで人口が増加した[2]。
- 1954年（昭和29年）3月31日、吉備郡総社町・新本村・山田村・久代村・池田村、都窪郡常盤村と合併し、市制施行し総社市を新設して廃止された[1][2]。合併後、総社市大字奥坂・西阿曽・久米・黒尾・東阿曽となる[2]。

### 地名の由来
阿良蘇が変化したもので、「あら」は大の意、「そ」は金の意で鉄の産地を示すもの。

## 産業
- 農業[2]
- 産物：米、麦、藺草、葉煙草、柿、鋳物[2]

## 教育
- 尋常阿曽小学校が所在[2]。1893年（明治26年）阿曽尋常小学校と改称[2]。1902年（明治35年）高等科を併置し、1947年（昭和22年）阿曽小学校となる[2]。